# Галерея преси

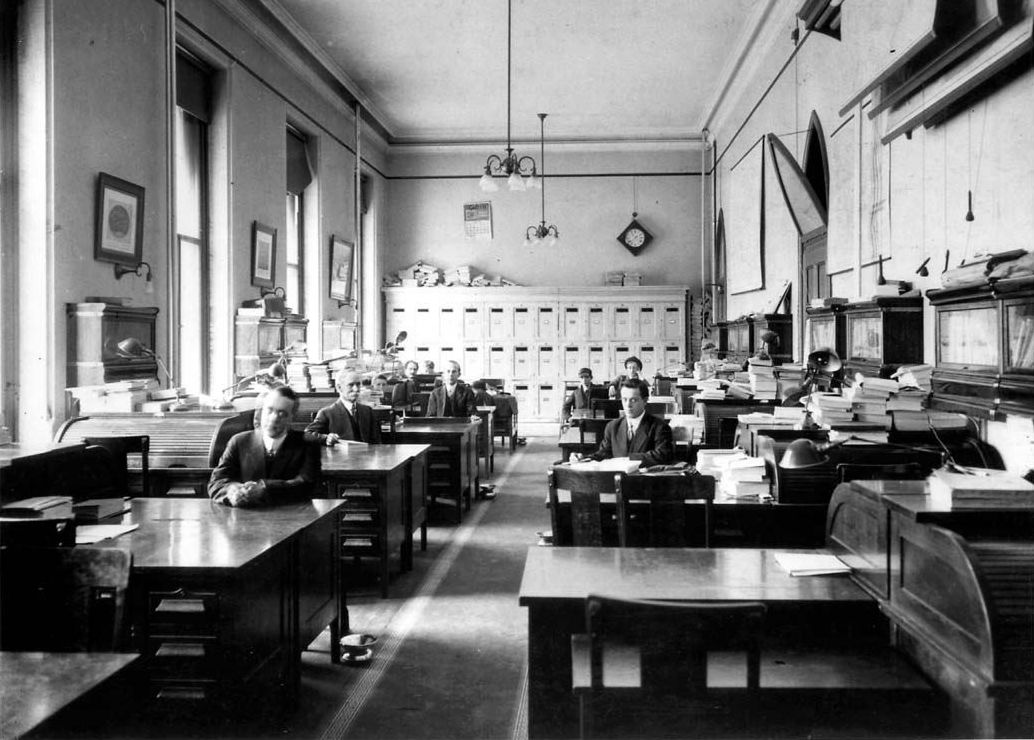
Галерея парламентської преси на пагорбі Парламенту в Оттаві, Канада, у 1916 році

Галерея преси — це місце в парламенті чи іншому законодавчому органі, де дозволяється перебувати журналістам для висвітлення актуальних виступів та ухвалених рішень. Зазвичай таким місцем є одна з галерей, що на першому поверсі будинку. Вона також може включати окремі офіси в законодавчих або парламентських будівлях, наданих різним засобам масової інформації, наприклад, як Галерея незнайомців у палаті громад Великої Британії чи прес-галерея Канберри в австралійському парламенті.

## Історія
Сенат Сполучених Штатів Америки створив свою першу прес-галерею в 1841 році. Палата представників і Сенат виокремили галереї для репортерів після свого переїзду до своїх нині діючих палат 1857 та 1859 роках. Напротивагі їм Білий дім не виокремлював приміщення для преси аж до 1902 року. 
Перший постійний комітет кореспондентів був створений 1879 року для усунення лобістів із галереї преси. Зі схвалення лідерів палат та сенатів репортери розробили перелік вимог до акредитації. Пропуски для преси видавались лише професійним журналістам, та які повідомляли телеграфом щоденній газеті інформаційні повідомлення. Проте правила ліквідували не лише лобістів, а й жінок та представників національних меншини. Журналістки ХІХ століття обмежувалися висвітленням соціальних новин, що не виправдовувало витрат на телеграфування. Афро-американські репортери обмежилися чорною пресою, яка тоді містилася у вісх щотижневих газетах. Тільки до 40-х років жінки та меншини не подолали ці перешкоди.
ХХ століття показало недосконалість встановлених вимог. З'явилася така категорія журналістів як радіорепортери, але їм забороняти бути присутніми на засіданні, якщо вони одночасно не повідомляли інформацію до щоденних газет. У відповідь на скарги мовників, Конгрес 1939 року створив у кожному будинку радіогалерею, згодом галереї радіо-телебачення. Конгрес також створивокрему газету для авторів журналів та бюлетенів, а також галерею фотографів з преси. Починаюси з 1990-х років інтернет-репортери та блогери почали подавати заявки на пропуски для преси. Після первинного спротиву, прес-галереї скоригували свої правила, щоб визнати тих, хто заробляє на життя журналістикою, і тих, кого не охоплюють адвокатські групи.

## Пресовий корпус
Репортери, які мають доступ до галереї преси, відомі як пресовий корпус. Попри зусилля уряду щодо розміщення пресового корпусу, однак відносини між пресою та політиками мають змагальний характер, що визначається скаргами політиків на упередженість і хибність подачі інформації журналістами, а також протестами журналістів проти спроб уряду маніпулювати новинами.